# Chaetomium reflexum
Chaetomium reflexum är en svampart som beskrevs av Skolko & J.W. Groves 1948. Chaetomium reflexum ingår i släktet Chaetomium och familjen Chaetomiaceae.   Inga underarter finns listade i Catalogue of Life.